# Рында (река)
Рында — река в России, протекает в Мурманской области, впадает в Баренцево море. Длина реки — 98 км, площадь её водосборного бассейна — 1020 км².

## Данные водного реестра
По данным государственного водного реестра России относится к Баренцево-Беломорскому бассейновому округу, водохозяйственный участок реки — реки бассейна Баренцева моря от восточной границы бассейна реки Воронья до западной границы бассейна реки Иоканга (мыс Святой Нос), речной подбассейн реки — подбассейн отсутствует. Речной бассейн реки — бассейны рек Кольского полуострова, впадает в Баренцево море.
По данным геоинформационной системы водохозяйственного районирования территории РФ, подготовленной Федеральным агентством водных ресурсов:
- Код водного объекта в государственном водном реестре — 02010000912101000004313
- Код по гидрологической изученности (ГИ) — 101000431
- Код бассейна — 02.01.00.009
- Номер тома по ГИ — 01
- Выпуск по ГИ — 0